# نیروی نهایی (فیلم ۲۰۰۵)
نیروی نهایی (به انگلیسی: Ultimate Force) یک فیلم اکشن آمریکایی محصول سال ۲۰۰۵ به کارگردانی مارک بورسون است. بازیگر اصلی این فیلم فوق ستاره ورزش‌های کیک‌بوکسینگ و هنرهای رزمی ترکیبی، میرکو فیلیپوویچ است. این فیلم به صورت سینمایی در کرواسی و به صورت فیلم ویدئویی در ایالات متحده آمریکا و اکثر نقاط جهان منتشر شد. 

## پذیرش منتقدین
این فیلم نقدهای منفی را از منتقدین دریافت کرد.  

## رسانه های خانگی
این فیلم در تاریخ ۱۳ نوامبر ۲۰۰۷ به صورت نسخه بلو-ری منتشر شد. 